# Gunnar Thelander
Sten Gunnar Thelander, född 28 april 1916 i Uddevalla, död 12 november 1992 i Stockholm, var en svensk målare, tecknare och grafiker.
Thelander var gift med Elsa Alexandra Siwers. Han studerade vid Académie Colarossi 1937 och Académie de la Grande Chaumière 1938 samt genom självstudier under resor till Nederländerna, Italien, Tunisien och Belgien. Han studerade grafik en kortare period för Harald Sallberg vid Kungliga konsthögskolan i Stockholm. Separat debuterade han med en utställning på Olsens konsthandel i Göteborg 1942 som följdes av en utställning på De Ungas salong i Stockholm 1953. Han medverkade i samlingsutställningar på Institut Tessin i Paris och med olika konstsammanslutningar i Uddevalla. Hans konst består av figurer, porträtt och landskapsmålningar samt motiv ur Höga visan. Thelander är gravsatt i minneslunden på Sigelhults kyrkogård i Uddevalla.